# ГО Митний контроль
ГО "Митний контроль" — громадська організація, яка займається реалізацією реформ у Митній службі України. “Митний контроль” було засновано та внесено в реєстр Міністерства юстиції України у вересні 2015 року. Головою "Митного контролю" є митний експерт Інна Біленко. 

## Мета
Основною метою “Митного контролю” є просування пакету реформ митного кодексу України та спрощення проходження митного контролю для представників як українського, так і закордонного бізнесу. 
Зміни до Митного кодексу України, які пропонує ввести "Митний контроль": 
- - Зменшення кількості митниць всередині країни;
  - Переведення оформлення вантажів на кордон;
  - Підвищення зарплати митникам до рівня не нижче за сучасного поліцейського;
  - Попередження компаній про додавання їх у списки «ризикованих»;
  - Введення персональної відповідальності працівників ДФС за безпідставне внесення компаній до списку «ризикованих» на підставі інформації від силових структур та внутрішніх розпоряджень;
  - Відкрити списки порушників митних правил у вигляді «он лайн» сервісу.

## Діяльність
Представники “Митного контролю” є постійними учасниками круглих столів та дисскусій щодо ситуації на українській митниці. Крім того організація працює над пакетом законопроєктів спрямованих на модернізації української митниці. 